# Antônio Pizzonia
Antônio Reginaldo Pizzonia Júnior (Manaus, Brasil; 11 de septiembre de 1980) es un expiloto de automovilismo brasileño.
Este piloto de Fórmula 1 brasileño en 2003 a bordo de un Jaguar, y los dos años siguientes fue probador de la escudería Williams. Sustituyó a Ralf Schumacher en la temporada 2004 y a Nick Heidfeld en 2005. En 2006 participó en diversas carreras de la Champ Car norteamericana. En 2007 corrió en GP2 Series para el equipo FMS, pero fue sustituido por el británico Adam Carroll. A partir del 2008 participa en Superleague Formula con el equipo del Corinthians. En 2011 terminó 8.º en la Superleague Fórmula con 2 podios en la primera ronda.

## Resultados

### Fórmula 1
(Clave) (negrita indica pole position) (cursiva indica vuelta rápida)

| Año  | Escudería           | 1       | 2       | 3       | 4      | 5       | 6     | 7       | 8      | 9      | 10     | 11      | 12    | 13    | 14      | 15    | 16     | 17      | 18      | 19     | Pos. | Puntos |
| ---- | ------------------- | ------- | ------- | ------- | ------ | ------- | ----- | ------- | ------ | ------ | ------ | ------- | ----- | ----- | ------- | ----- | ------ | ------- | ------- | ------ | ---- | ------ |
| 2003 | Jaguar Racing       | AUS Ret | MYS Ret | BRA Ret | SMR 14 | ESP Ret | AUT 9 | MON Ret | CAN 10 | EUR 10 | FRA 10 | GBR Ret | GER   | HUN   | ITA     | USA   | JPN    |         |         |        | 21.º | 0      |
| 2004 | BMW WilliamsF1 Team | AUS     | MYS     | BHR     | SMR    | ESP     | MON   | EUR     | CAN    | USA    | FRA    | GBR     | GER 7 | HUN 7 | BEL Ret | ITA 7 | CHN    | JPN     | BRA     |        | 15.º | 6      |
| 2005 | BMW WilliamsF1 Team | AUS     | MYS     | BHR     | SMR    | ESP     | MON   | EUR     | CAN    | USA    | FRA    | GBR     | GER   | HUN   | TUR     | ITA 7 | BEL 15 | BRA Ret | JPN Ret | CHN 13 | 22.º | 2      |

### Champ Car
| Año  | Escudería    | 1      | 2   | 3   | 4   | 5   | 6   | 7   | 8   | 9   | 10  | 11     | 12  | 13     | 14     | Pos. | Puntos |
| ---- | ------------ | ------ | --- | --- | --- | --- | --- | --- | --- | --- | --- | ------ | --- | ------ | ------ | ---- | ------ |
| 2006 | Rocketsports | LBH 10 | HST | MOT | MIL | POR | CLE | TOR | EDM | SAN | DEN | MON 13 | ROA | SUR 10 | MEX 12 | 18.º | 43     |

### GP2 Series
(Clave) (negrita indica pole position) (cursiva indica vuelta rápida puntuable)

| Año  | Escudería                      | 1   | 1   | 2   | 2   | 3   | 3   | 4   | 4   | 5   | 5   | 6   | 6   | 7   | 7   | 8   | 8   | 9   | 9   | 10  | 10  | 11  | 11  | Pos. | Puntos | Ref.  |
| ---- | ------------------------------ | --- | --- | --- | --- | --- | --- | --- | --- | --- | --- | --- | --- | --- | --- | --- | --- | --- | --- | --- | --- | --- | --- | ---- | ------ | ----- |
| 2007 | Petrol Ofisi FMS International | SAK | SAK | BAR | BAR | MON | MON | MAG | MAG | SIL | SIL | NÜR | NÜR | BUD | BUD | EST | EST | MNZ | MNZ | SPA | SPA | VAL | VAL | 27.º | 1      | [ 1 ] |
| 2007 | Petrol Ofisi FMS International | 16  | Ret | Ret | 8   | 8   | 8   |     |     |     |     |     |     |     |     |     |     |     |     |     |     |     |     | 27.º | 1      | [ 1 ] |

### Campeonato Mundial de Resistencia de la FIA
(Clave) (negrita indica pole position) (cursiva indica vuelta rápida)

| Año  | Escudería | Clase | Automóvil       | 1   | 2   | 3   | 4   | 5   | 6   | 7   | 8   | 9   | Pos. | Puntos | Ref.  |
| ---- | --------- | ----- | --------------- | --- | --- | --- | --- | --- | --- | --- | --- | --- | ---- | ------ | ----- |
| 2013 | Delta-ADR | LMP2  | Oreca 03-Nissan | SIL | SPA | LMS | SÃO | COA | FUJ | SHA | BHR |     | 15.º | 26     | [ 2 ] |
| 2013 | Delta-ADR | LMP2  | Oreca 03-Nissan | 1   | Ret |     |     |     |     |     |     |     | 15.º | 26     | [ 2 ] |
| 2016 | Manor     | LMP2  | Oreca 05-Nissan | SIL | SPA | LMS | NÜR | MEX | COA | FUJ | SHA | BHR | 27.º | 10     | [ 3 ] |
| 2016 | Manor     | LMP2  | Oreca 05-Nissan | 5   |     |     |     |     |     |     |     |     | 27.º | 10     | [ 3 ] |